# الإحتجاج (كتاب)
الاحتجاج أو الاسم الآخر له الاحتجاج على أهل اللجاج كتاب كلامي عربي من تأليف أبي منصور أحمد بن علي بن أبي طالب الطبرسي، من علماء المذهب الشيعي الاثنا عشري في القرن السادس الهجري. أُلّف الكتاب في مجلدين، يحتوي على مناظرات النبي والأئمة الاثنا عشر وبعض العلماء مع مخالفيهم وعلماء الأديان غير الإسلامية في شتى المجالات، أورد الطبرسي أكثر هذه المناظرات بدون ذكر أسانيدها وهو من الإشكالات الواردة على الكتاب. للكتاب قيمة علمية عند الشيعة. وقد نسبه كثيرٌ من العلماء إلى الشيخ أبي علي الطبرسي صاحب تفسير مجمع البيان، بسبب التشابه في العائلة.

## المؤلف
أبو منصور أحمد بن علي بن أبي طالب الطبرسي، من أهل طَبَرستان، عالم شيعي متكلم فقيه محّدث، لم تحدد المصادر سنة ولادته و سنة وفاته، ولكن ذكر أنّه من علماء القرن الخامس و عاصروا أوائل القرن السادس الهجري. له مؤلفاته عديدة، منها مفاخر الطالبية، تاريخ الائمة.

## الداعي لتأليف الكتاب
يذكر المؤلف الطبرسي في مقدمة كتابه الاحتجاج السبب الذي دعاه لتأليف كتابه هذا، فيقول:

## محتوى الكتاب
خصّ المؤلف الفصل الأول لذكر الآيات القرآنية و الأحاديث النبوية الدالة على أمر الإسلام على محاجات و مناظرة المخالفين للحق و فضل الذابين عن الإسلام بذلك. ثم يبدأ يسرد مناظرات النبي صلى الله عليه و آله وسلم والأئمة الاثنا عشر و بعض الصحابة والعلماء.
يختم الكتاب بذكر توقيعات كثيرة للإمام الثاني عشر محمد المهدي إلى بعض علماء الشيعة.

## القيمة العلمية للكتاب
- قول الخوانساري في ترجمته لأبي منصور الطبرسي:«إن كتاب الاحتجاج كتابٌ معتبرٌ معروفٌ بين الطائفة مشتملٌ على كل ما اطلع عليه من احتجاجات النبي و الأئمة،بل كثير من أصحابهم الأمجاد مع جملة من الأشقياء و المخالفين»[2]
- يقول الشيخ جعفر السبحاني في مقدمته لكتاب الاحتجاج:«ليس لهذا الكتاب مثيل في مؤلفات أصحابنا،حيث جمع في كتاب واحد ماوصل إليه من مناظراتهم...»[3]

## مآخذ الكتاب
من المآخذ والانتقاذات التي وجهة لكتاب الاحتجاج هي أن أغلب أحاديثه ذكرت مع حذف أسانيدها، وقد أجاب الطبرسي على ذلك بقول:
ويستثنى الطبرسي ما يورده عن الإمام الحادي عشر عند الشيعة الإمامية وهو الحسن العسكري، من حذف أسانيده، معلل ذلك بعدم اشتهارها كغيرها.

## طباعة الكتاب
- طبع في إيران سنة 1268هـ،1300هـ.
- بعدها طبع في مدينة النجف بالعراق سنة 1354هـ.

## الترجمة
تُرجم الكتاب إلى اللغة الفارسية، وممن قام بذلك:
إبراهيم بن حسن الخياط الشاهرودي الميرباقري.

## انظر ايضاً
- مناظرة
- مناظرات القادة
- حجة منطقية
- السياسة المستندة على أدلة

## وصلات خارجية
- كتاب الاحتجاج